# Zvonko Buljan
Zvonko Buljan (Spalato, 6 febbraio 1987) è un cestista croato.

## Palmarès
- Campionato sloveno: 1

Krka Novo mesto: 2013-14
- Coppa di Slovenia: 1

Krka Novo mesto: 2014